# Сувидська сільська рада
Сувидська сільська рада — колишній орган місцевого самоврядування у Вишгородському районі Київської області. Адміністративний центр — село Сувид.

## Загальні відомості
Сувидська сільська рада утворена в 1919 році. Територією ради протікає річка Десна.

## Населені пункти
Сільській раді підпорядковані населені пункти:
- с. Сувид
- с. Боденьки

## Склад ради
Рада складається з 12 депутатів та голови.

### Керівний склад попередніх скликань
| ПІБ                        | Основні відомості                                                                       | Дата обрання | Дата звільнення |
| -------------------------- | --------------------------------------------------------------------------------------- | ------------ | --------------- |
| Михайленко Сергій Іванович | Сільський голова, 1965 року народження, освіта середня спеціальна, безпартійний         | 26.03.2006   | 31.10.2010      |
| Михайленко Сергій Іванович | Сільський голова, 1965 року народження, освіта середня спеціальна, член Партії регіонів | 31.10.2010   |                 |

Примітка: таблиця складена за даними джерела